# پرندگان خشمگین مبارزه!
«پرندگان خشمگین مبارزه!» (انگلیسی: Angry Birds Fight!) یک بازی ویدئویی در سبک بازی ویدئویی معمایی است که توسط و در سال ۲۰۱۵ و در پلتفرم‌های اندروید و آی‌اواس منتشر شده‌است.
در تاریخ ۱ آگوست سال ۲۰۱۷، بازی با خاموش شدن دائمی سرورها تا ماه نوامبر، برای همیشه از فروشگاه گوگل پلی و اپ استور حذف شد.